# 东经路 (北京)
39°52′51″N 116°23′35″E / 39.8807877°N 116.3931672°E
东经路是位于北京市西城区东南部的一条道路。

## 简介
东经路南起南纬路南巷，北到永安路。1915年，北京的市政当局为整顿香厂一带的大片土地，将大片水沟填平，并且将先农坛内北侧的土地规划建设街道，按照走向以经纬划路定名，东经路由此得名。
东经路的南端是先农坛内坛北门。通过此门往南，可达北京古代建筑博物馆、北京育才学校。